# Le Royaume des dinosaures
Le Royaume des Dinosaures (en anglais : Dinosaur Revolution) est un documentaire américain en quatre parties réalisé et conçu par David Krentz et Erik Nelson, et produit par Creative Differences. Le documentaire évoque sous la forme d'animations en image de synthèse l'évolution des dinosaures et d'autres animaux de l'ère secondaire. Il est diffusé pour la première fois sur les chaines Discovery Channel et Science en septembre 2011. La diffusion du documentaire a rencontré des critiques réservées, qui ont salué la qualité des animations de synthèse, son caractère éducatif, mais ont aussi reproché son manque de sérieux.
Il a fait l'objet d'un film appelé Dinotasia, sorti en 2012, qui reprend les « meilleurs » moments du programme et où les interventions des paléontologues sont coupées.

## Concept de la série
Le Royaume des dinosaures montre la vie quotidienne des dinosaures au Mésozoique. Le nom Dinosaur Revolution fait référence à la grande « révolution paléontologique » de ces dernières années, qui a changé et modernisé la vision des dinosaures.
Chaque épisode est coupé par des interventions des paléontologues et des scientifiques, expliquant les faits exposés durant les séquences.

## Épisodes

### Les gagnants de l’évolution(Evolution's Winners)
L'épisode commence avec deux Inostrancevia lors de l'extinction massive du Permien supérieur. Tous deux disparaissent, mettant définitivement fin au règne des gorgonopsiens et permettant alors aux archosaures (dont, les dinosaures) de commencer à dominer la planète. À travers les péripéties d'une famille d'Eoraptor puis le combat des Cryolophosaurus dans un Antarctique tropical du Jurassique pour finalement arriver à la saison des amours du Gigantoraptor, on nous montre la stratégie de reproduction des dinosaures et comment ils ont réussi à si bien évoluer et conquérir le monde. Vient ensuite le combat d'une mère Tylosaurus contre une espèce de requin nommé Cretoxyrhina qui dévore ses bébés.
Animaux apparaissant dans l'épisode:
- Inostrancevia
- Ischigualastia (identifié comme Dicynodonte)
- Eoraptor
- Saurosuchus
- Probelesodon
- Gigantoraptor
- Zalambdalestes
- Cryolophosaure
- Varan indéterminé
- Ptérosaure azdarchidé indéterminé
- Tylosaurus (identifié comme Mosasaurus)
- Cretoxyrhina
- Ammonites
- Glacialisaurus

### Le point d'eau(The Watering Hole)
Jurassique supérieur, au Portugal. Un petit Allosaurus curieux est intrigué par l'arrivée d'un jeune Dinheirosaurus. Le petit Allosaure imprudent se fait alors briser la mâchoire d'un coup de queue par le sauropode en l'approchant de trop près. Sa mère arrive peu de temps après et voit son petit meurtri et gravement blessé; elle l'abandonne et part s'occuper du reste de sa progéniture.
Douze ans plus tard, le même Allosaure est vu en train de se reposer sous arbre et cohabite avec un petit Rhamphorhynchus à proximité d'un point d'eau. Il a survécu à ses blessures malgré sa mâchoire tordue. Il se retrouve face au même Dinheirosaurus, maintenant adulte, et lui arrache la moitié de la queue. Plus tard, il est chassé de son territoire par un Torvosaurus imposant sa domination dans la région mais celui-ci est tué lors d'un combat à mort vers la fin de l'épisode.
Animaux apparaissant dans l'épisode:
- Allosaurus
- Ornitholestes
- Dinheirosaurus
- Lusotitan
- Rhamphorhynchus
- Miragaia
- Torvosaurus
- Draconyx

### Tactiques de survie(Survival Tactics)
L'épisode nous montre les méthodes de survie de plusieurs espèces de dinosaures et d'animaux du Mésozoïque.
On y suit la migration périlleuse d'un groupe de Cedarosaurus traqué par deux meutes rivales d'Utahraptor; un Rahonavis poursuivit par des bébés Majungasaurus qui se feront mangé plus tard par deux Beelzebufo;  un Shunosaurus sous l'emprise d'un champignon aux effets hallucinogènes être chassé par deux Sinraptor; deux Guanlong chassant des mammifères préhistoriques; un petit Protocératops orphelin cherchant un troupeau pour trouver refuge, convoité par deux Vélociraptor affamés; des petits ptérosaures Anhanguera forcés de quitter leur nid et d'apprendre à voler.
Animaux apparaissant dans l'épisode:
- Tortue indéterminée
- Utahraptor
- Cedarosaurus
- Crocodyliforme indéterminé
- Rahonavis
- Rapetosaurus
- Majungasaurus
- Beelzebufo
- Shunosaurus
- Sinraptor
- Guanlong
- Castorocauda
- Volaticotherium
- Poisson indéterminé
- Crocodiles non identifié
- Mamenchisaurus
- Protocératops
- Azhdarchidae indéterminé
- Vélociraptor
- Anhanguera
- Notosuchien indéterminé
- Crabes indéterminés

### Fin du jeu(End Game)
Crétacé supérieur (il y a environ 65 millions d'années), au Montana préhistorique. La vie d'un couple de jeunesTyrannosaurus rex et d'autres dinosaures. Plus tard, un astéroïde de 10 km de diamètre percute la Terre de plein fouet sur le Mexique, tuant la quasi-totalité des dinosaures. Les derniers encore en vie luttent dans un monde post-apocalyptique mais finissent par disparaître. Les mammifères eux, survivent au cataclysme et poursuivent leur évolution. Pourtant, certains dinosaures résistent: les oiseaux.
Animaux apparaissant dans l'épisode:
- Tyrannosaurus-rex
- Sphaerotholus
- Pectinodon (identifié comme Troodon)
- Ankylosaure
- Azhdarchidae indéterminés
- Tricératops
- Mammifères indéterminés
- Pigeon
- Oies

## Production

### Origine
La production de la série commença au printemps 2009 (après plusieurs mois de pré-production) et dura trois ans. La série fut construite autour de plusieurs récits courts et longs prenant place dans différents environnements constituant l'ère du Mésozoïque. À l'origine intitulée  Reign of the Dinosaurs (le règne des dinosaures), elle n'avait pas pour but d'être un documentaire, mais une fiction de six épisodes basés librement sur la bande dessinée américaine Age of Reptiles de Ricardo Delgado (en), sans narrateur.
Chaque épisode devait être accompagné d'un documentaire, appelé Science of Reign of the Dinosaurs, qui présentait des scientifiques expliquant l'histoire, et indiquant ce qui relevait de l'hypothèse ou de la spéculation. À la suite de coupes, et de changements dans la stratégie marketing de la chaîne et de la société de production, la série fut renommée Dinosaur Revolution, et conçu dans un format plus traditionnel d'un documentaire animalier, entrecoupé de brèves explications des intervenants scientifiques. La série fut aussi raccourcie, passant des six épisodes initialement prévus à quatre.
Des six épisodes originellement conçus, le premier était destiné à montrer la faune vivant dans la formation de Chinle, dans le sud-ouest des États-Unis à la fin du Trias, incluant le Coelophysis, le Placerias et le Postosuchus. Toutefois, lors de la production, la séquence fut changée pour montrer à la place la formation d'Ischigualasto en Argentine, et les animaux furent remplacés par Eoraptor, Ischigualastia et Saurosuchus. Pour cette raison, le modèle d'Ischigualastia est basé sur le Placerias précédent.

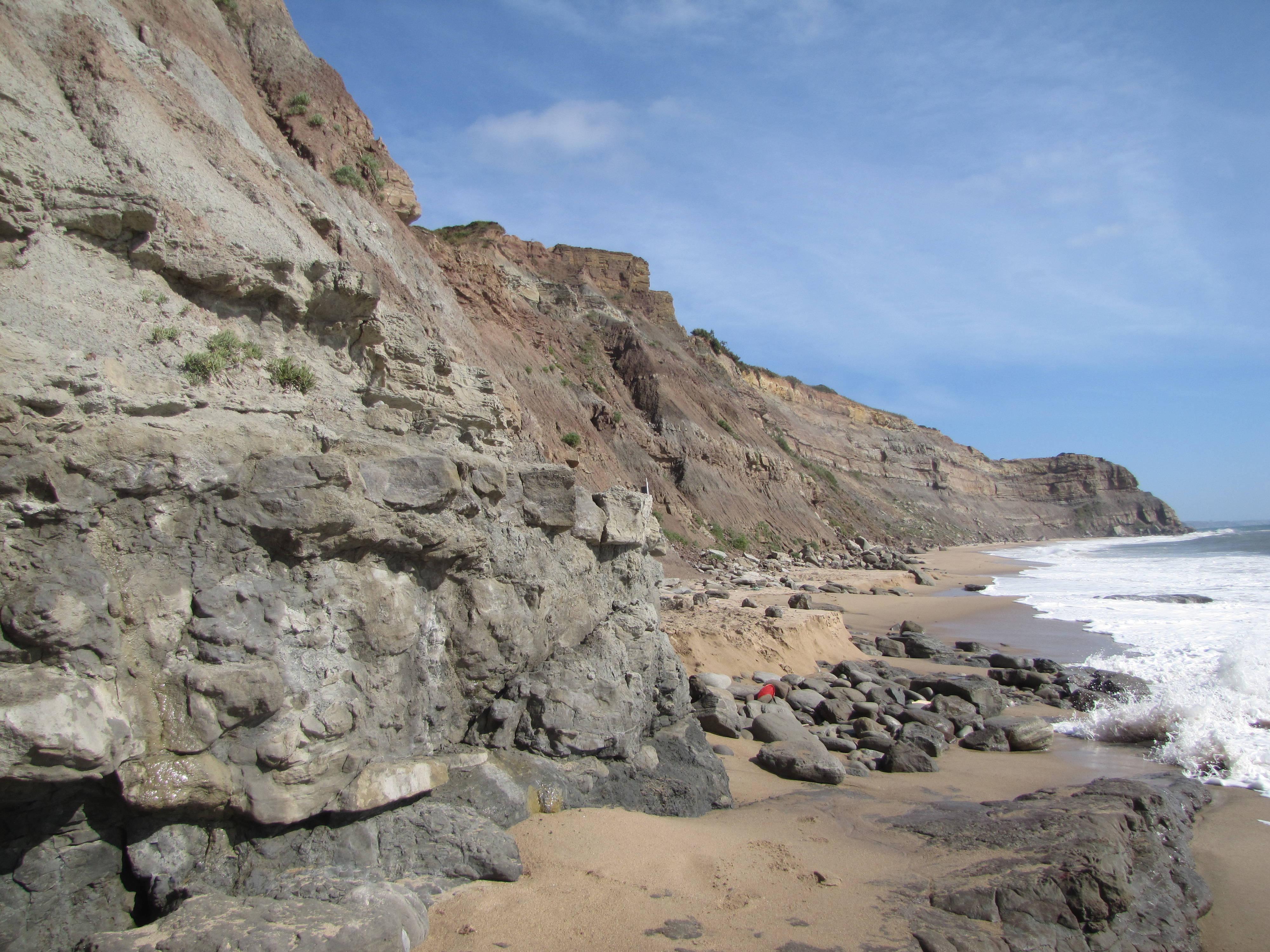
La formation de Lourinhã, l'environnement du deuxième épisode

Le second épisode, intitulé The Watering Hole (Le point d'eau), était à l'origine destiné à mettre en évidence la formation de Morrison du Jurassique dans l'ouest des États-Unis, déjà présenté à maintes reprises dans de nombreux documentaires de dinosaures. Sur la suggestion du consultant scientifique Tom Holtz, le site a été remplacé par la formation contemporaine de Lourinhã au Portugal, et comme pour le premier épisode, certaines espèces ont été remplacés par des équivalents qui évoluaient dans cet environnement. Ce qui a permis de reconstituer pour la première fois des dinosaures tels que Draconyx, apparaissant brièvement à l'écran. De même, la séquence se déroulant en Mongolie au Crétacé (qui a lieu au cours du troisième épisode) a été recréé dans la formation Wulansuhai au lieu de la formation de Djadokhta quasi contemporaine, et plus familière. Ainsi, elle montre les premières scènes de l'espèce Velociraptor osmolskae et du Protoceratops hellenikorhinus au lieu des plus connus Velociraptor mongoliensis et Protoceratops andrewsi. Certains des événements de Le point d'eau étaient basés sur les propres recherches de Holtz, comme les scènes mettant en vedette un Allosaurus dont la mâchoire inférieure a été brisée par la queue d'un sauropode. Les animaux qui figurent dans le programme final n'étaient pas tous basés sur des espèces fossiles connues. Certains spécimens, comme le crocodile aquatique de la séquence consacrée à l'Utahraptor et le notosuchien de la séquence consacrée à l'Anhanguera (faisant partie du troisième épisode), sont délibérément non identifiés. La séquence du troisième épisode où les deux meutes rivales d'Utahraptor traquent un troupeau de Cedarosaurus est inspirée de la vidéo Battle at Kruger.
La série avait un budget de 10 millions de dollars, et le projet visait à ce que Discovery Channel possède son propre documentaire ambitieux sur les dinosaures, tout comme la BBC, à l'image de Sur la terre des dinosaures.

### Tournage
Comme la plupart des autres programmes du type, la série met en vedette des dinosaures et autres animaux préhistoriques générés en images de synthèse et ajoutés sur des décors réels d'aujourd'hui filmés au préalable, se rapprochant de la Terre du temps de l'ère Mésozoique. Les lieux de tournage à Tenerife comprenaient notamment les mines de San José dans le Parc national du Teide, les paysages volcaniques de Los Derriscaderos, les forêts de pins près de Chio, les falaises à El Medano et encore les couronnes forestières du mont Las Mercedes. D'après Douglas Martin, le superviseur principal des effets visuels, les paysages furent capturés avec des caméras Sony F23 au format 16/9 (enregistrant 4:4:4 sur un support semi-conducteurs) ; de nombreux tests avec différentes caméras s'étant déroulés avant cela.
On demanda en plus à John Tindall de créer et filmer les décors miniatures d'après l'impact météoritique pour les histoires du quatrième épisode Fin du jeu, et d'y ajouter une multitude d'effets visuels. Les décors miniatures de John Tindall furent filmés à l'aide de caméras Red One, et une caméra Iconix aurait été utilisée pour une séquence dans un tunnel souterrain. Krentz mentionne également une séquence "purement numérique".
Par ailleurs, les abords de la vallée de Santa Clarita en Californie furent utilisés pour le deuxième épisode Le point d'eau, où un point d'eau artificiel fut créé et aménagé spécialement pour l'occasion. Le comté de Humboldt, dans le nord de la Californie, servit de lieu de tournage pour le dernier épisode.
Les paysages furent filmés sous la direction de David Duncan, pendant trois mois. Le tournage de la série prit du retard mais, finalement, se termina avec une journée d'avance, bien que des conditions météorologiques dévaforables empêchèrent de tourner pendant deux jours. Des accessoiristes furent également engagés pour construire des nids, des oeufs et d'autres accessoires, qui furent inclus dans les décors filmés.
De retour aux États-Unis, les producteurs réalisèrent qu'autant de segments différents s'enchaînant sans transition nécisstaient peut-être des explications, et ce fut ainsi que chaque segment fut relié par de brèves séquences d'interventions et de commentaires de paléontologues et d'autres experts. David Duncan, travaillant avec le directeur artistique de Los Angeles Paul Etheredge, dénicha alors pour cela un vieil entrepôt maussade au design "unique", qui fut aménagé et décoré pour avoir l'apparence d'un laboratoire de recherche paléontologique, où furent interviewés les experts.

### Modélisation et animation
Les artistes impliqués dans la production sont le sculpteur et illustrateur David Krentz (qui avait déjà travaillé sur John Carter et Dinosaure),, l'auteur de bande dessinée Ricardo Delgado,, Tom de Rosier (qui avait travaillé sur Lilo et Stitch et Mulan), Mishi McCaig (qui avait travaillé sur Iron Man), Pete Von Sholly (qui avait travaillé sur The Mask et Darkman), Iain McCaig (l'un des artistes impliqués dans la production de la série de films Star Wars),, ainsi que Angie Rodrigues (spécalisée dans le    paléoart).
La modélisation, les textures et la peinture des différentes créatures furent réalisées par divers artistes vfx engagés par Creative Differences avec le logiciel ZBrush. Généralement, l'apparence des dinosaures était basée sur celle des animaux d'aujourd'hui. Ainsi, selon Angie Rodrigues, qui a travaillé comme modéliste 3D et conceptrice, l'apparence du Draconyx était basée sur celle du cheval Appaloosa, alors que celle du Vélociraptor était basée sur l'oiseau Ibis rouge, celle du Cedarosaurus était basée sur l'antilope Kudu, celle de l'Eoraptor était basée sur le faisan, et enfin, le design du Majungsaurus était basé sur l'apparence du lycaon, d'après une idée de Ricardo Delgado. Selon Rodrigues, le Sphaerotholus qu'elle a modélisé aurait été peint d'après les couleurs d'une citrouille, car elle n'avait alors pas d'idée à ce moment-là et que c'était Halloween.
L'animation et le rendu des créatures ont été faites sur Maya par plusieurs sociétés qui ont été employées par Creative Differences, en raison des contraintes de temps et de budget. Il s'agit notamment de Mokko Studio à Montréal, de Kinkajou au Royaume-Uni, de Sauce FX, et de Hawaii Animations Studios. Hawaii Animation Studios a utilisé un programme appelé Bakery Relight pour les rendus.
Un communiqué de presse de la chaîne Discovery Channel est à l'origine d'une confusion au sujet de la production de la série, ce qui a amené certains à croire que le projet avait été produit par Pixar plutôt que Creative Differences.

## Coupes
Lors de la production, des séquences prévues pour être intégrées dans le programme furent coupées ou abandonnées. Elles devaient mettre en scènes d'autres dinosaures et reptiles fossiles, dont notamment « Megapnosaurus », Jobaria, Iguanodon, Acrocanthosaurus, Repenomamus, Raptorex, Psittacosaurus, Monolophosaurus, Darwinopterus, Agilisaurus et Prenocephale . Le Prenocephale fut réutilisé comme un Sphaerotholus dans l'épisode final (consacré à la formation de Hell Creek). Une séquence avec un ptérosaure inconnu (sur la suggestion du professeur de biologie Michael Habib) avait également été prévue, mais n'a pas pu être préparée à temps pour la diffusion. Pete Von Sholly, un des artistes ayant participé à la production, exprima des regrets sur la manière dont la production avait été dirigée et sur les coupes qui avaient été effectuées. Selon lui quelques-unes des meilleures séquences avait été abandonnées, les coupes effectuées ne se justifiait pas selon la qualité de l'histoire, mais pour les besoins de la production. Le réalisateur David Krentz maintint que les coupes étaient justifiées par rapport à l'histoire.

## Erreurs et imprécisions scientifiques
La plupart des erreurs et imprécisions scientifiques présentes tout au long de la série sont dues au fait que beaucoup de découvertes scientifiques ont été publiées après la production du documentaire, trop tard pour être incorporées au programme. C'est par exemple le cas du mosasaure du premier épisode. La découverte d'une nouvelle nageoire de mosasaure eut lieu lorsque le modèle CGI du mosasaure avait été achevé (le site Web du programme le présente alors comme un Mosasaurus, tandis que Krentz a déclaré qu'il s'agissait en fait d'un Tylosaurus).
Sur le même principe, le Troodon qui apparaît dans le dernier épisode est en fait un Pectinodon, car une étude de 2017 a jugé que le genre Troodon était très certainement douteux et invalide, ainsi qu’un taxon poubelle.

## Diffusion
Les deux premiers épisodes du Royaume des Dinosaures sont diffusés sur Discovery Channel Science le 4 septembre 2011. Les deux derniers avaient été programmés pour le 11 septembre 2011, cependant, par respect pour le 10e anniversaire des attentats du 11 septembre, une déprogrammation de dernière minute les a remplacés par un programme sur les attentats. Ces deux épisodes ont finalement été diffusés sur Science, le 13 septembre 2011. En Amérique latine le programme est diffusé par Discovery Channel sous le titre Reino de dinosaurios les 17 et 20 octobre 2011,. En France la série est diffusée sur Discovery Science France le 7 décembre 2012 sous le titre le Royaume des dinosaures.

## Réception critique
Le Royaume des Dinosaures a reçu un accueil réservé de la critique. Brian Switek du Smithsonian critique la basse qualité des animations et le manque de contenu scientifique. Selon lui, il s'agit « plus d'un hommage aux dinosaures, qu'un documentaire scientifique ». Linda Stasi, critique de télévision pour le New York Post, a reproché au spectacle d'être trop « gentillet », même si elle a constaté des qualités pédagogiques au programme. Ross Langager de PopMatters exprime à l'instar de Switek et Stasi, des critiques similaires sur le spectacle, pour son manque, à la fois le contenu scientifique et de sérieux. Brian Lowry de Variety donne une opinion plus positive, tout en étant aussi critique sur le manque de caractère « révolutionnaire » du spectacle, il a jugé que c'était « une tentative crédible pour offrir aux téléspectateurs un avant-goût de la vie sur une planète préhistorique ». David Hinckley du New York Daily News émet aussi des critiques, mais note le caractère vivant du spectacle.

## Dinotasia
Pete Von Sholly, ayant travaillé sur la série, a suggéré à plusieurs reprises puis même confirmé plus tard la sortie d'une version alternative du Royaume des dinosaures. Le 9 septembre 2011, il déclare qu'une version plus "appropriée" pourrait effectivement voir le jour. Le 14 septembre, Von Sholly confirme l'existence d'une nouvelle version, reprenant les meilleures histoires de la série et qui pourrait sortir sur Blu-Ray.
En 2012, David Krentz et Erik Nelson produisent alors un long-métrage intitulé Dinotasia, qui reprend les séquences du documentaires, concentrant le tout dans un film de 83 minutes. Le film se veut plus proche du projet d'origine, en présentant les séquences sans commentaire ni intervention de scientifiques, avec comme narrateur Werner Herzog (Lorànt Deutsch assurant la voix de la version française). Certaines séquences sont modifiées et/ou raccourcies et certaines scènes coupées sont rajoutées au montage final.

## Crédits
- (en) Cet article est partiellement ou en totalité issu de l’article de Wikipédia en anglais intitulé « Dinosaur Revolution » (voir la liste des auteurs).